# Interestatal 95 en Nueva York
La Interestatal 95 (I-95) es parte del Sistema Interestatal de Autopistas que va de Miami, Florida, hasta la frontera entre Canadá y Estados Unidos cerca de Houlton (Maine). En el estado de  Nueva York, la I-95 se extiende con 23,5 millas (37,8 km) de longitud desde el Puente George Washington en la Ciudad de Nueva York hasta la línea estatal con Connecticut en Port Chester. Desde el Puente George Washington, donde la I-95 pasa a través del Río Hudson desde Nueva Jersey a la Ciudad de Nueva York, pasa a través de upper Manhattan en el Trans-Manhattan Expressway y continúa a través del Río Harlem en el Puente Alexander Hamilton y hacia el Cross-Bronx Expressway. En el Bronx, la I-95 sale del Cross-Bronx en el distribuidor vial Bruckner, uniéndose con el Bruckner Expressway. Continúa después al noreste del New England Thruway fuera de la Ciudad de Nueva York hasta el Condado de Westchester y hasta la línea estatal de Connecticut, donde la I-95 continúa en el Connecticut Turnpike.
En Nueva York, la Interestatal 95 está definida como la Interstate Route Connection 511 y en la Ciudad de Nueva York como la Interstate Route 501 en el condado de Westchester.

## Cruces
| Condado                                    | Localidad                                 | Milla                                     | Salida                                    | Salida                                    | Destino                                                                   | Notas                                                         |
| Condado                                    | Localidad                                 | Milla                                     | Antigua                                   |                                           | Destino                                                                   | Notas                                                         |
| Línea estatal con Nueva Jersey             | Línea estatal con Nueva Jersey            | Línea estatal con Nueva Jersey            | Línea estatal con Nueva Jersey            | Línea estatal con Nueva Jersey            | Línea estatal con Nueva Jersey                                            | Línea estatal con Nueva Jersey                                |
| Puente George Washington en el río Hudson  | Puente George Washington en el río Hudson | Puente George Washington en el río Hudson | Puente George Washington en el río Hudson | Puente George Washington en el río Hudson | Puente George Washington en el río Hudson                                 | Puente George Washington en el río Hudson                     |
| ------------------------------------------ | ----------------------------------------- | ----------------------------------------- | ----------------------------------------- | ----------------------------------------- | ------------------------------------------------------------------------- | ------------------------------------------------------------- |
| Nueva York                                 | Manhattan                                 | 0.00                                      |                                           |                                           | I 95 US 1 US 9 US 46                                                      | Fin este de la US 46. Continuación de la US 1/9 overlap       |
| Nueva York                                 | Manhattan                                 | 0.55                                      |                                           | 1A                                        | US 9 norte (Calle 178 Oeste/Calle 181 Oeste) NY 9A (Henry Hudson Parkway) | Extremo norte de la US 9 overlap                              |
| Nueva York                                 | Manhattan                                 | 1.16                                      |                                           | 1B                                        | Harlem River Drive FDR Drive - Manhattan                                  | Salida norte y entrada sur.                                   |
| Puente Alexander Hamilton en el río Harlem |                                           |                                           |                                           |                                           |                                                                           |                                                               |
| Bronx                                      | The Bronx                                 | 1.45                                      |                                           | 1C                                        | I 87 (Major Deegan Expressway) / Avenida Amsterdam – Albany, Queens       | Dividida en 1C al norte y 1D al sur.                          |
| Bronx                                      | The Bronx                                 | 2.03                                      |                                           | 2A                                        | Avenida Jerome                                                            |                                                               |
| Bronx                                      | The Bronx                                 | 2.66                                      |                                           | 2B                                        | US 1 norte (Avenida Webster)                                              | Extremo norte de la US 1 overlap. Salida norte y entrada sur. |
| Bronx                                      | The Bronx                                 | 3.24                                      |                                           | 3                                         | Tercera Avenida                                                           | Salida sur y entrada norte.                                   |
| Bronx                                      | The Bronx                                 | 4.02                                      |                                           | 4A                                        | I 895 sur (Sheridan Expressway) - Puente Robert F. Kennedy                | Salida norte y entrada sur.                                   |
| Bronx                                      | The Bronx                                 | 4.38                                      |                                           | 4B                                        | Parkway Bronx River / Avenida Rosedale                                    |                                                               |
| Bronx                                      | The Bronx                                 | 5.08                                      |                                           | 5A                                        | White Plains Road, Avenida Westchester                                    |                                                               |
| Bronx                                      | The Bronx                                 |                                           |                                           | 5B                                        | Avenida Castle Hill                                                       | Salida norte y entrada sur.                                   |
| Bronx                                      | The Bronx                                 | 6.43                                      |                                           | 6A                                        | I 678 sur / Bruckner Expressway – Puente Whitestone                       |                                                               |
| Bronx                                      | The Bronx                                 |                                           |                                           | 6B                                        | I 278 oeste (Bruckner Expressway) - Puente Robert F. Kennedy              | Salida sur y entrada norte.                                   |
| Bronx                                      | The Bronx                                 |                                           |                                           | 6C                                        | I 295 sur – Puente Throgs Neck                                            | Salida norte y entrada sur.                                   |
| Bronx                                      | The Bronx                                 | 7.32                                      |                                           | 7A                                        | I 695 sur I 295 sur – Puente Throgs Neck - Long Island                    | Salida sur y entrada norte.                                   |
| Bronx                                      | The Bronx                                 |                                           |                                           | 7B                                        | Avenida Tremont Este                                                      | Salida sur y entrada norte.                                   |
| Bronx                                      | The Bronx                                 |                                           |                                           | 7C                                        | Country Club Road - Pelham Bay Park                                       | Salida norte y entrada sur.                                   |
| Bronx                                      | The Bronx                                 |                                           |                                           | 8A                                        | Avenida Westchester                                                       | Salida sur y entrada norte.                                   |
| Bronx                                      | The Bronx                                 |                                           |                                           | 8B                                        | Orchard Beach, City Island                                                |                                                               |
| Bronx                                      | The Bronx                                 | 8.72                                      | 1                                         | 8C                                        | Parkway Pelham oeste                                                      |                                                               |
| Bronx                                      | The Bronx                                 | 8.99                                      | 2                                         | 9                                         | Parkway Hutchinson River norte                                            |                                                               |
| Bronx                                      | The Bronx                                 |                                           | 2                                         | 10                                        | Gun Hill Road                                                             | Salida norte y entrada sur.                                   |
| Bronx                                      | The Bronx                                 |                                           | 3                                         | 11                                        | Avenida Bartow, Co-op City Boulevard                                      |                                                               |
| Bronx                                      | The Bronx                                 | 10.10                                     | 4                                         | 12                                        | Avenida Baychester                                                        | Salida norte y entrada sur.                                   |
| Bronx                                      | The Bronx                                 | 10.86                                     | 5                                         | 13                                        | Calle Conner, Avenida Baychester                                          |                                                               |
| Bronx                                      | The Bronx                                 | 11.45                                     | 6                                         | 14                                        | Parkway Hutchinson River sur - Puente Whitestone                          | Salida sur y entrada norte.                                   |
| Westchester                                | New Rochelle                              | 13.12                                     | 7                                         | 15                                        | US 1 (Boston Post Road) – New Rochelle, The Pelhams                       |                                                               |
| Westchester                                | New Rochelle                              | 14.53                                     | 8                                         | 16                                        | Avenida Norte, Calle Cedar - New Rochelle                                 |                                                               |
| Westchester                                | New Rochelle                              | 15.73                                     | 9                                         | 17                                        | Avenida Chatsworth - Larchmont                                            | Salida norte y entrada sur.                                   |
| Westchester                                | Mamaroneck                                | 17.63–18.53                               | 10                                        | 18                                        | Fenimore Road, Avenida Mamaroneck - Mamaroneck, White Plains              | Dividida en 18A al este y 18B al oeste.                       |
| Westchester                                | Rye                                       | 20.97                                     | 11                                        | 19                                        | Playland Parkway - Rye, Harrison                                          |                                                               |
| Westchester                                | Rye                                       | 22.20                                     | 12                                        | 20                                        | US 1 sur (Boston Post Road) – Rye                                         | Salida norte y entrada sur.                                   |
| Westchester                                | Rye                                       |                                           | 12                                        | 21                                        | I 287 oeste US 1 norte – Port Chester, White Plains, Puente Tappan Zee    | Término este de la I-287.                                     |
| Westchester                                | Rye                                       | 22.60                                     | 13                                        | 22                                        | Avenida Midland - Port Chester, Rye                                       | Salida y entrada norte.                                       |
| Westchester                                | Port Chester                              | 23.50                                     |                                           |                                           | I 95                                                                      |                                                               |
| Línea estatal con Connecticut              |                                           |                                           |                                           |                                           |                                                                           |                                                               |